# 紀淑望
紀 淑望（き の よしもち）は、平安時代前期の貴族・儒学者・歌人。中納言・紀長谷雄の長男。官位は従五位上・大学頭。

## 経歴
寛平8年（896年）文章生に補され、延喜元年（901年）式部少丞・平篤行を問者として方略試（対策）に応じ合格し、翌延喜2年（902年）民部少丞に任ぜられる。
民部大丞を経て、延喜6年（906年）従五位下・刑部少輔叙任される。醍醐朝において、刑部少輔・勘解由次官・大学頭を歴任し、皇太子・保明親王の東宮学士も兼ねた。またこの間、延喜12年（912年）に従五位上に叙せられている。延喜19年（919年）卒去。最終官位は大学頭従五位上。
勅撰歌人として、和歌作品が『古今和歌集』（1首）以後の勅撰和歌集に3首採録されている。なお、『古今和歌集』の真名序は淑望が執筆したものとされる。

## 官歴
『古今和歌集目録』による。
- 寛平8年（896年） 2月22日：文章生（花間理管弦、字○太）
- 時期不詳：秀才
- 昌泰3年（900年） 正月11日：備前権掾
- 延喜元年（901年） 8月16日：対策。 9月：及第
- 延喜2年（902年） 9月15日：民部少丞
- 延喜4年（904年） 日付不詳：民部大丞
- 延喜6年（906年） 正月7日：従五位下（省）。3月1日：刑部少輔
- 延喜7年（907年） 3月29日：勘解由次官
- 延喜9年（909年） 4月22日：大学頭
- 延喜10年（910年） 10月8日：兼東宮学士（皇太子：保明親王）
- 延喜12年（912年） 正月7日：従五位上（策労）
- 延喜13年（913年） 正月23日：兼信濃権介
- 延喜19年（919年） 日付不詳：卒去（大学頭従五位上）

## 系譜
- 父：紀長谷雄
- 母：不詳
- 妻：池田維将の娘
  - 男子：池田維実
- 生母不明の子女
  - 男子：紀理綱